# Paul Denyer
Paul Charles Denyer (Sídney, 14 de abril de 1972), conocido brevemente como Paula mientras estuvo en prisión, es un asesino en serie australiano que actualmente cumple tres condenas consecutivas de cadena perpetua con un período sin libertad condicional de 30 años por los asesinatos de tres mujeres jóvenes en Melbourne, en 1993. Denyer se hizo conocido en los medios como el Asesino en Serie de Frankston, ya que sus crímenes ocurrieron en los suburbios vecinos de esta ciudad.
Más tarde, durante su encarcelamiento, cuando tenía alrededor de 30 años, Denyer comenzó a identificarse como una mujer transgénero, pero las autoridades de la prisión le negaron el permiso para usar maquillaje, recibir cirugía de reasignación de sexo o alterar legalmente su nombre. En el documental de Stan de 2022 No Mercy, No Remorse, el presentador John Silvester (reportero principal de sucesos, The Age, Melbourne) afirma que Denyer ha vuelto a identificarse como Paul. En 2023, Denyer cumplió los requisitos y solicitó la libertad condicional, pero la Junta de Libertad Condicional para Adultos de Victoria rechazó su solicitud.

## Primeros años de vida
Los padres de Paul Charles Denyer, Anthony y Maureen, se conocieron y se casaron en Londres a principios de la década de 1960 antes de emigrar a Australia en 1965. Denyer, el tercero de sus seis hijos, nació el 14 de abril de 1972 en Campbelltown, Nueva Gales del Sur, un suburbio de las afueras de Sydney. La familia se mudó a Victoria en 1981 debido al nuevo empleo de su padre.
Denyer tuvo dificultades para integrarse entre sus compañeros en su nueva escuela, lo que le generó problemas con los estudios y la confianza en sí mismo que se agravaron por un aumento de peso significativo durante su adolescencia. A los 10 años, cortó la garganta del oso cariñoso de su hermana y del gato de la familia antes de colgarlo en un árbol. Poco antes de cumplir 13 años, fue acusado y amonestado por robar un coche. A los 15 años, fue arrestado por agredir a un compañero de estudios que había sido obligado a masturbarse públicamente.
Cerca de estas fechas, sus padres se divorciaron. Luego de dejar la escuela, tenía problemas en mantener un trabajo, lo despidieron siete veces y falló una prueba física cuando intentó entrar en la policía de Victoria. En febrero de 1993, Denyer comenzó a trabajar en una firma de construcción de barcos en Seaford, llamada Pro Marine. Poco tiempo después de que empezó a trabajar, sus colegas lo vieron hacer cuchillos en el trabajo. Su empleo terminó luego de varios meses debido a sus problemas en completar las tareas asignadas.

## Crímenes
Denyer, en los años anteriores a los asesinatos, comenzó a acosar y atacar a varias mujeres en Frankston, un suburbio de Melbourne, y sus alrededores, lo que dio lugar a varios crímenes durante un período de cinco meses en 1993.

### Robos y matanzas de animales
El primer incidente conocido atribuido a Denyer ocurrió en febrero de 1993, cuando la unidad de Claude Street de Donna Vanes en Seaford fue asaltada. Después de una llamada de amenaza anónima, Vanes tenía miedo de estar sola y le pidió a su novio que la llevara a ella y a su bebé recién nacido a pasear mientras él repartía pizzas.
Luego de estar fuera aproximadamente una hora, regresaron a la unidad. Después de ver sangre en el suelo y notar que uno de los gatos estaba muerto, llamaron a la policía. Un oficial de policía llegó y descubrió que el gato había sido asesinado y diseccionado. Sobre su cuerpo había sido colocada una imagen pornográfica. Escrito con la sangre del gato sobre una estufa estaban las palabras "Donna, estás muerta"
En el baño, la policía encontró a los dos gatitos de Vanes, también con la garganta cortada, flotando en la bañera. Habían rociado crema de afeitar sobre un espejo en el dormitorio y habían puesto más imágenes pornográficas sobre un armario. Estas imágenes habían sido cortadas, al igual que otros muebles. El intruso había colocado una imagen pornográfica, que había sido cortada, dentro de la cuna del bebé de Vanes.
Como no quería quedarse en la unidad, se mudó con su hermana, que vivía en la unidad contigua a la de Denyer, y cuyo vecino también había sido recientemente víctima de un apuñalador que había entrado a robar. Después del arresto de Denyer, éste admitió ante la policía que era responsable del allanamiento, el vandalismo y el asesinato de los gatos de Vanes. Denyer declaró a la policía que si Vanes hubiera estado en casa, la habría asesinado.

### Asesinato de Elizabeth Stevens
La primera víctima de asesinato conocida fue Elizabeth Stevens, de 18 años, que había llegado a Melbourne desde Tasmania en enero de 1993 para estudiar en TAFE Frankston. Se había mudado a Melbourne para estudiar para unirse a las fuerzas armadas.
Aproximadamente a las 7:00 p. m. de la tarde del viernes 11 de junio de 1993, Stevens se bajó de un autobús en Cranbourne Road, la parada más cercana a la casa en la que residía en Paterson Avenue, Langwarrin, con su tía y su tío. Había estado viviendo con sus familiares durante seis meses.
Cuando giraba hacia Paterson Avenue, la agarraron por detrás y la amenazaron con lo que parecía un arma. Stevens gritó. Sus gritos no fueron escuchados por nadie debido a la fuerte lluvia y el viento. Le dijeron que se callara y luego la escoltaron por la avenida Paterson. Su agresor le sujetó la mano para no levantar sospechas y varios testigos los vieron pasar y asumieron que eran una pareja.
Llegaron a la Reserva Lloyd Park. Al principio Denyer le hizo propuestas sexuales a Stevens, pero después le dijo que no representaba ninguna amenaza sexual. Stevens fue estrangulada, apuñalada y le cortaron la garganta. Su asesino entonces le pisoteó la cara, fracturándole varios huesos faciales, y luego la arrastró una corta distancia hasta una alcantarilla. Sufrió varias lesiones post mortem, incluyendo apuñalamiento y cortes en el torso.
Stevens había dejado una nota esa mañana para sus familiares, indicando que estudiaría en TAFE o en la biblioteca de la ciudad y que estaría en casa a las 8:00 p.m. Cuando Stevens no llegó a casa, sus familiares inicialmente pensaron que simplemente se le había hecho tarde. A las 10:30 p.m., su tío comenzó a conducir por los alrededores buscándola. La policía fue notificada poco después y se preocupó por Stevens después de ver la nota que había escrito. Su cuerpo fue descubierto alrededor de las 5:00 p.m. del día siguiente por un hombre que recogía ramas de pino. Stevens fue asesinada a sólo 250 metros de su casa.
En la autopsia, el patólogo forense que lo examinó notó hemorragias petequiales que indicaban que Stevens había sido estrangulada. : 37 Se observaron cortes y abrasiones en la cara. El patólogo concluyó que, en su opinión: «La causa de la muerte fue aspiración de sangre y hemorragia por heridas de arma blanca en el cuello de una mujer que tenía el cuello comprimido». : 39 
Se realizó una búsqueda exhaustiva del área tanto donde se localizó el cuerpo como de las calles aledañas. Se descubrió una bolsa con libros y documentos a nombre de Stevens, así como la hoja de un cuchillo. : 41 Se habló con todos los residentes de los alrededores. La policía subió al autobús local para ver si alguien a bordo reconocía a Stevens. Los investigadores nunca descubrieron pistas sólidas sobre los movimientos de Stevens ni descubrieron pistas que resolvieran su asesinato.

### Intento de secuestro de Rosza Toth
Un mes después, el jueves 8 de julio, Rosza Toth, de 41 años, se bajó en la estación de tren de Seaford y se dirigió hacia el norte por Railway Parade en su camino a casa. Alrededor de las 5:50 p. m., mientras pasaba por Seaford North Reserve, notó que un hombre merodeaba cerca del bloque de baños y fue atacada poco después de pasar junto a él. Toth fue arrastrada hacia el parque sin iluminación, se liberó después de que Denyer le puso una pistola en la cabeza, pero rápidamente se dio cuenta de que era falsa. Después de una larga pelea, finalmente logró liberarse. Conmocionada y con heridas leves, corrió de regreso a la carretera, detuvo un auto y fue asistida por el conductor hasta su casa, donde llamaron a la policía.

### Asesinato de Deborah Fream
Esa misma noche, la segunda víctima de asesinato, Deborah Fream, de 22 años, que vivía cerca de la estación Kananook, Seaford, fue secuestrada en su coche a primera hora de la tarde. Había dejado a su hijo de 12 días en casa con un amigo cuando salió a las 7:00 p. m. en un viaje corto para comprar un poco de leche para una tortilla. A las 8:00 pm, cuando ella aún no había regresado, llamó a su novio, a la policía y al hospital local buscando noticias de su paradero y posibles accidentes. El amigo y su novio condujeron tratando de localizarla y luego denunciaron su desaparición en la estación de policía de Frankston. En la tarde del lunes 12 de julio, un granjero encontró el cuerpo parcialmente cubierto de Fream en Taylors Road, Carrum Downs. Al igual que Stevens, la habían estrangulado (esta vez con una cuerda), la habían cortado salvajemente y le habían cortado la garganta.

### Asesinato de Natalie Russell
El viernes 30 de julio, la tercera y última víctima, Natalie Russell, una colegiala de 17 años, fue atacada mientras caminaba a su casa desde el John Paul College. En ese momento hubo especulaciones en los medios, un mayor temor público y advertencias por parte de su escuela. Russell solía ir en bicicleta a la escuela con su hermano, pero ese día su madre la llevó en coche como medida de precaución. Salió sola de la escuela temprano y tomó su atajo habitual para volver a su casa en Frankston North, a través de una pasarela cercada, ahora llamada Nat's Track en su memoria, que pasa entre dos campos de golf en Skye Road.
A las 8:00 p. m., se informó de la desaparición de Russell en la estación de policía de Frankston, y una búsqueda policial pronto encontró su cuerpo. La habían arrastrado desde el camino a través de un gran agujero en una cerca de alambre hasta un matorral adyacente. Ella había muerto de manera similar a las demás. Durante el ataque ella opuso una resistencia considerable, lo que ayudó a los investigadores debido a que había evidencia de ADN disponible en el lugar.

## Investigación
La policía se involucró en el caso después de los incidentes en el bloque de unidades de Denyer, donde ocurrió el primer allanamiento con arma blanca, y en la unidad de Vanes en febrero de 1993. El asesinato de Stevens fue el primer incidente que atrajo una gran investigación, al igual que la desaparición de Fream, cuando se organizó una búsqueda y los buzos examinaron el arroyo Kananook. No se encontró ninguna evidencia forense externa en la escena de Stevens y no se presentaron testigos.
Con Fream, nuevamente, no se encontró evidencia forense externa en la escena debido al mal tiempo, pero estaba claro que había luchado contra su atacante. Los testigos recordaron más tarde que su coche, un Nissan Pulsar gris, había sido visto conduciendo de manera errática y haciendo destellar sus luces altas. Al día siguiente, la policía localizó su coche desbloqueado en la cercana Madden Street, y los forenses encontraron rastros de sangre de Fream en el interior, junto con una nueva abolladura en la parte delantera y el asiento del conductor echado hacia atrás. Denyer explicó más tarde cómo, en el bar de leche, encontró su auto sin llave, se subió al asiento trasero y la amenazó con la réplica de la pistola poco después de que ella saliera de la tienda.
Luego del segundo ataque y con la descripción de Toth, ella describía a su agresor como un hombre de unos dieciocho a veinte años, de 1,80 m de alto, un rostro redondo y ojos azules. La policía trazó un sospechoso: un hombre, muy posiblemente desempleado o con un trabajo doméstico, probablemente un residente local, de entre dieciocho y veinticuatro años de edad, de apariencia estándar, y que vive solo.
A medida que el escrutinio de los medios y la preocupación de la comunidad se intensificaron, se hizo cada vez más evidente para la policía que estos incidentes separados podrían estar relacionados. Los investigadores también sospecharon que podrían estar relacionados con la desaparición de Sarah MacDiarmid en 1990 y el asesinato de Michelle Brown en 1992. En el período previo al asesinato de Russell, 200 investigadores estaban visitando 4.700 casas trianguladas en Madden Street, Frankston. El golpe a la puerta, llamado en código como "Operación Pulsar" en honor al vehículo de Fream, fue en ese momento el más grande jamás realizado por la Policía de Victoria.
El ataque de Russell proporcionó a la policía el avance que necesitaba. A las 2:30 p. m., un trabajador postal vio un Toyota Corona amarillo oxidado y sin placas estacionado cerca de Nat's Track en Skye Road, con un hombre usando binoculares, actuando de manera sospechosa adentro. Cuando se detuvo en una casa para llamar a la policía, notó que Russell se acercaba a la pista solo, observado por el hombre sospechoso, quien luego corrió por la pista. La policía respondió, anotó el número de la etiqueta de registro, tocó puertas en algunas casas cercanas, pero pronto tuvo que irse para atender otra llamada antes de que el hombre regresara.
Investigaciones forenses posteriores de la pasarela revelaron tres agujeros cortados en la cerca con la misma herramienta, con rastros de sangre en uno de ellos, junto con rastros de piel y cabello en Russell pero que no pertenecían a la víctima. La policía informó a los investigadores los detalles de registro, que rápidamente fueron rastreados hasta el propietario del vehículo, Paul Charles Denyer. Los detectives visitaron su pequeña unidad en 186 Frankston‑Dandenong Road, Seaford, la tarde del 31 de julio, una unidad compartida con la novia de Denyer y al lado de la hermana de Vanes.
Mientras controlaban sus movimientos, admitió haber estado en las proximidades de los asesinatos de Fream y Russell en ese momento. Luego llevaron a Denyer a la estación de policía de Frankston y su entrevista en video comenzó a las 9:20 p.m. No pudo explicar adecuadamente los cortes y rasguños que notaron los oficiales y también admitió haber estado en el área del ataque de Stevens. Aceptó que le tomaran ADN y, a principios del 1 de agosto, sospechando que la policía tenía evidencia de ADN, admitió los asesinatos, el ataque a Toth y los allanamientos con cuchilladas. Denyer dijo a los detectives que había estado acosando a mujeres en el área de Frankston "durante años", y que la motivación de los crímenes era un deseo de matar desde los 14 años y un odio general hacia las niñas y las mujeres.

## Juicio y encarcelamiento
Denyer fue acusado de tres cargos de asesinato y uno de secuestro, cargos por los que luego se declaró culpable y no impugnó. Psicólogos y expertos examinaron a Denyer, y notaron una falta de emoción con respecto a los crímenes, un deseo obsesivo de matar y la inusual aleatoriedad con la que se elegían las víctimas, lo que llevó a un diagnóstico de trastorno de personalidad sádica pero no de locura legal.

 
Veía el maltrato intencional de las víctimas como algo intensamente gratificante, encontrando plaser por medio del tormento, la angustia, el dolor, la desesperanza y el sufrimiento de la víctima. En contraste con un simple enojo, el comportamiento de una personalidad sádica es completamente premeditada. No está explotando de rabia... Cuanto más agresivo se vuelve, más poderoso se siente.

— Dr. Ian Joblin - Psicólogo forense de Denyer.

Durante el interrogatorio, admitió haber sido influenciado por la película de 1987, El Padrastro. El 20 de diciembre de 1993, después de cuatro días de audiencias, fue condenado en el Tribunal Supremo de Melbourne a tres penas consecutivas de cadena perpetua sin período de libertad condicional. El 31 de diciembre, Denyer presentó una apelación, que fue escuchada en julio de 1994 y se le concedió un período sin libertad condicional de 30 años, hasta 2023.
Denyer fue enviado inicialmente a  AP, donde se hizo amigo de Robert Lowe, luego a la prisión de HM Barwon y actualmente se encuentra en la prisión de Port Phillip. En enero de 2004, tras 10 años en prisión, Denyer fue objeto de un reportaje en el canal 7:30 titulado "La solicitud de cambio de sexo de un asesino genera un debate sobre derechos". En septiembre de 2004, se supo que Denyer había enviado una carta a su hermano, del que estaba distanciado y a quien había acusado en el juicio de haber abusado sexualmente de él cuando era niño, y a su cuñada, que había vuelto a emigrar al Reino Unido.
En julio de 2012, Denyer volvió a llamar la atención de los medios por las acusaciones de cuatro violaciones cometidas durante un período de seis semanas. En abril de 2013, el Herald Sun creó un sitio web con imágenes de 14 cartas escritas por Denyer en 2003 y 2004 a otro recluso, titulado "Las cartas de Paul Denyer". El 8 de abril, el periódico publicó artículos relacionados con el análisis de las cartas y la escritura.

## Identidad de género
Según la primera de las "Cartas de Paul Denyer", fechada el 29 de noviembre de 2003, Denyer comenzó a identificarse como mujer ese mismo año. Denyer ha afirmado que estos sentimientos de disforia de género son los que lo llevaron a buscar venganza contra las mujeres asesinándolas. En la "Carta 6", fechada el 4 de febrero de 2004, escribió: "Cometí estos crímenes repugnantes... no porque alguna vez haya odiado a las mujeres, sino porque nunca me he sentido realmente como hombre".
Denyer comenzó a usar ropa y cosméticos de mujer en prisión, desafiando las órdenes de la prisión. Los especialistas médicos evaluaron si Denyer podía recibir una cirugía de reasignación de sexo y rechazaron la idea. Los grupos de apoyo a los presos dijeron que "no puede hacer otra cosa que hablar en serio" sobre su transición, dado que implicaría un riesgo personal. La madre de una víctima dijo que la transición de Denyer los hizo sentir "enfermos" a ella y a su esposo, calificándolo de "truco".
Desde entonces, Denyer ha vuelto a identificarse como Paul. 

## Solicitud de libertad condicional
En 2023, Denyer cumplió los requisitos y solicitó la libertad condicional, pero la Junta de Libertad Condicional para Adultos de Victoria rechazó su solicitud. La Junta de Libertad Condicional notificó a las familias de las víctimas, incluido el padre de Natalie Russell, Brian, y el hijo de Deborah Fream, Jake.

## Medios de comunicación
La autora australiana Vikki Petraitis ha escrito varios textos sobre el caso:
- Los asesinatos de Frankston: la verdadera historia del asesino en serie Paul Denyer (1995)
- "Los asesinatos de Frankston y la bruja pedófila" en Fuera de la ley, 2008
- Los asesinatos de Frankston: 25 años después (2018)

El caso fue cubierto por Casefile True Crime Podcast en junio de 2016. También fue cubierto por Australian True Crime en julio de 2018 cuando Petratis fue entrevistada y nuevamente en septiembre de 2017 cuando el investigador Charlie Bezzina fue entrevistado. En 2023, se lanzó un podcast detallado de 11 partes de Petratis llamado The Frankston Murders.

## Lectura adicional
- Petraitis, Vikki (1995). The Frankston Murders: The True Story of Serial Killer Paul Denyer. Carrum Downs, Victoria: Nivar Press. ISBN 0-646-22828-5. OCLC 35655011.
- Valemont, Pamela (2015). I Always Wanted To Kill: Paul Denyer Serial Killer. ISBN 978-1-32617-664-8.